# Лебединий острів (Париж)

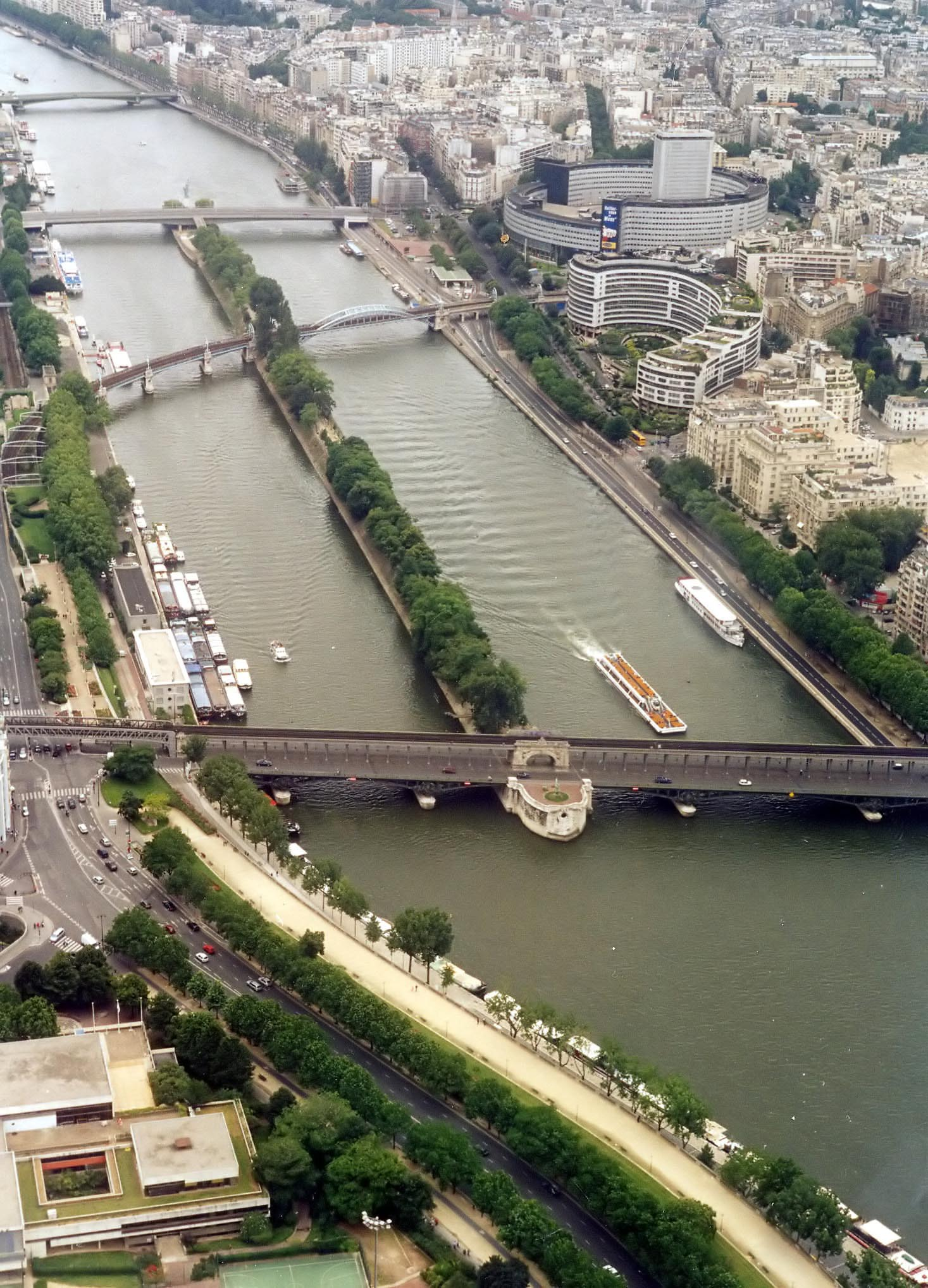
Лебединий острів

Лебединий острів (фр. Île aux Cygnes) — невеликий штучно створений острів на Сені, розташований неподалік від Ейфелевої вежі між 16-м і 15-м округами Парижа, хоча адміністративно належить до останнього.

## Історія
Острів був споруджений в 1825 році як дамба, і зараз служить фундаментом для метромосту Бір-Хакем. Довжина острова становить 890 м, ширина — 20 м. Свою назву острів отримав від колишнього Лебединого острова, який в 1773 був приєднаний до Марсового поля.

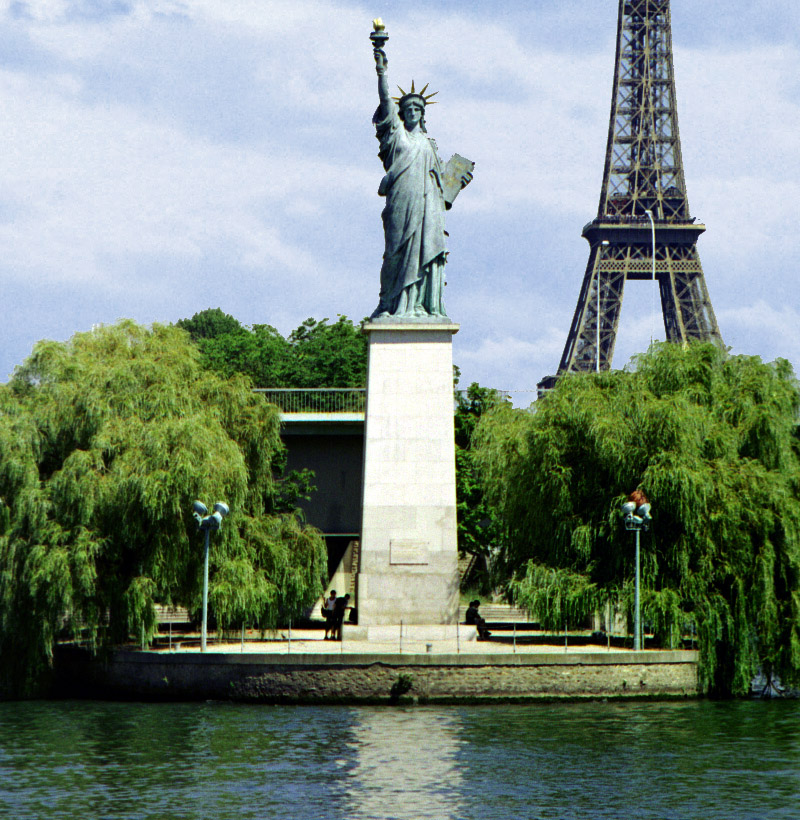
Копія Статуї Свободи на західному краю острова

На західному краю острова встановлена зменшена копія Статуї Свободи (оригінал — 46 м, паризька копія — 11,5 м), подарована Парижу в 1889 році американцями на подяку французам за оригінал. Статуя повернена в напрямі нью-йоркської статуї, в лівій руці вона тримає табличку з написом IV Juillet 1776 = XIV Juillet 1789 , датами, що позначають відповідно День незалежності США і День взяття Бастилії .
По острову проходить Лебедина алея (фр. l'Allée de Cygnes), обрамлена 322 деревами.
На сході через острів проходить двоярусний міст Бір-Хакем (фр. Pont de Bir-Hakeim) довжиною 380 м: поверху проходить лінія 6 паризького метро, нижній рівень призначений для пішоходів і транспорту .
Лебединий острів перетинають мости Руел (у центральній частині) і Гренель (у західній частині острова).
До острова можна потрапити на метро: станція Bir-Hakeim.

## Галерея

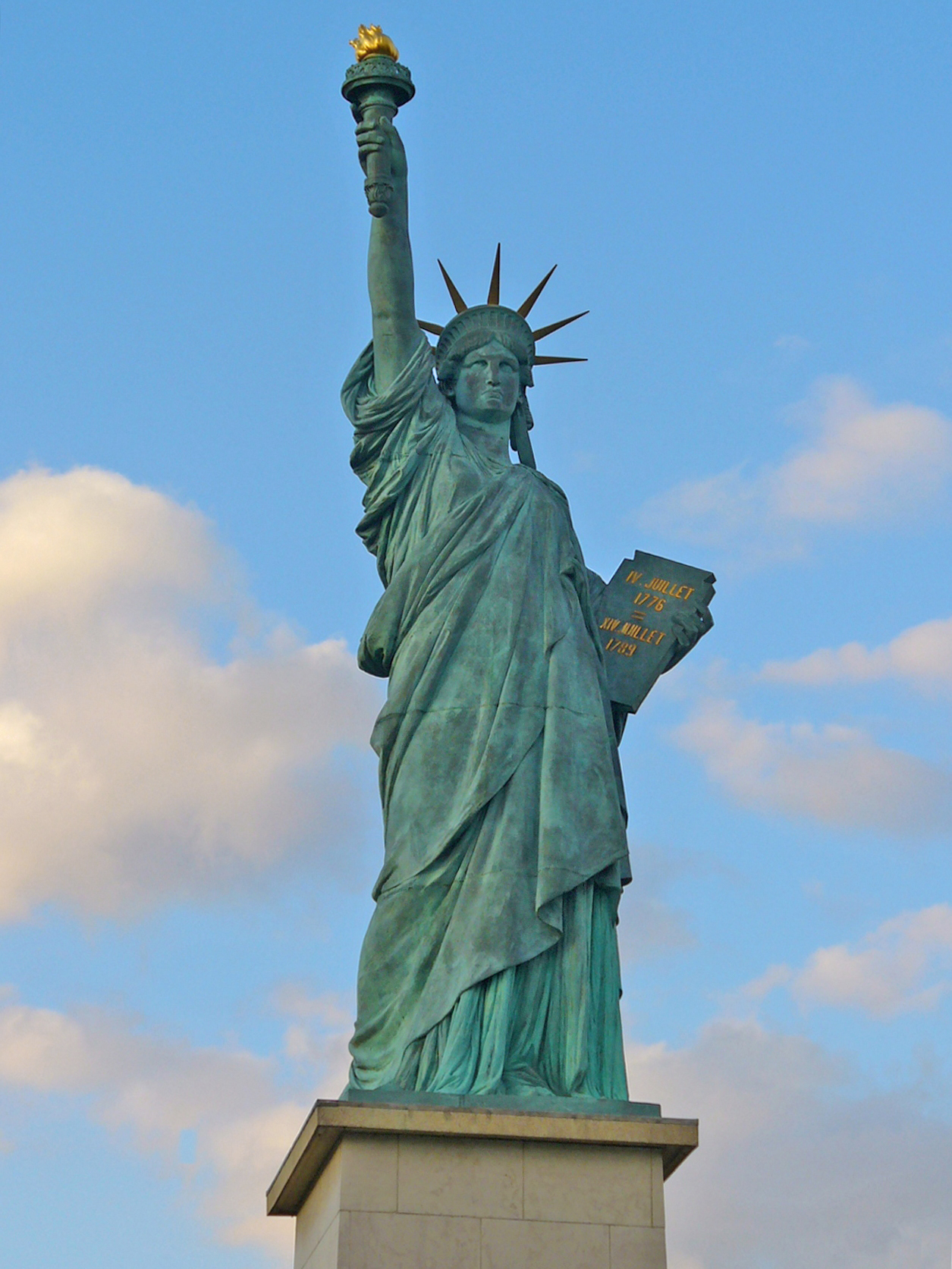
Статуя Свободи на Лебединому острові
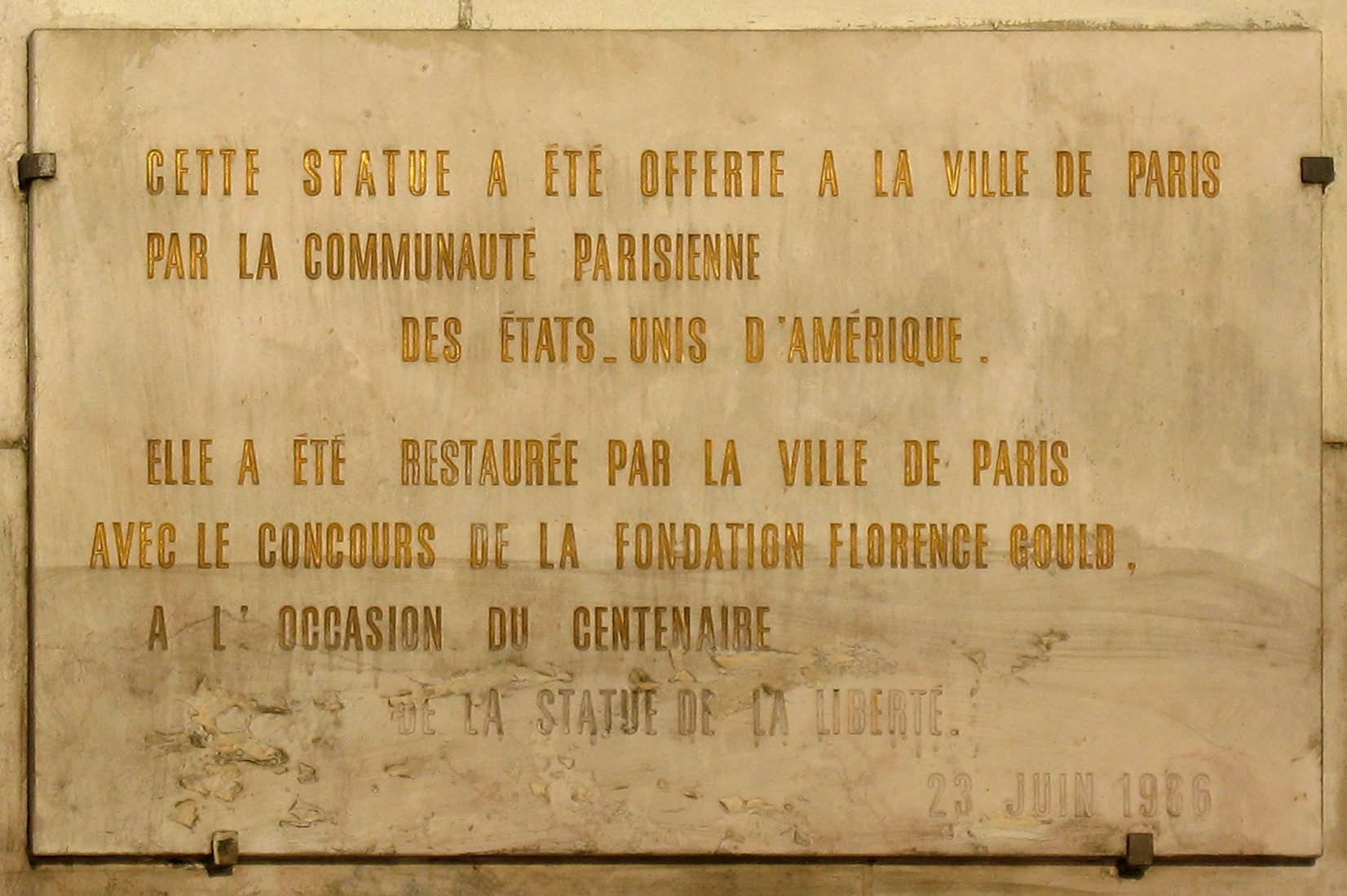
Меморіальна табличка на п'єдесталі
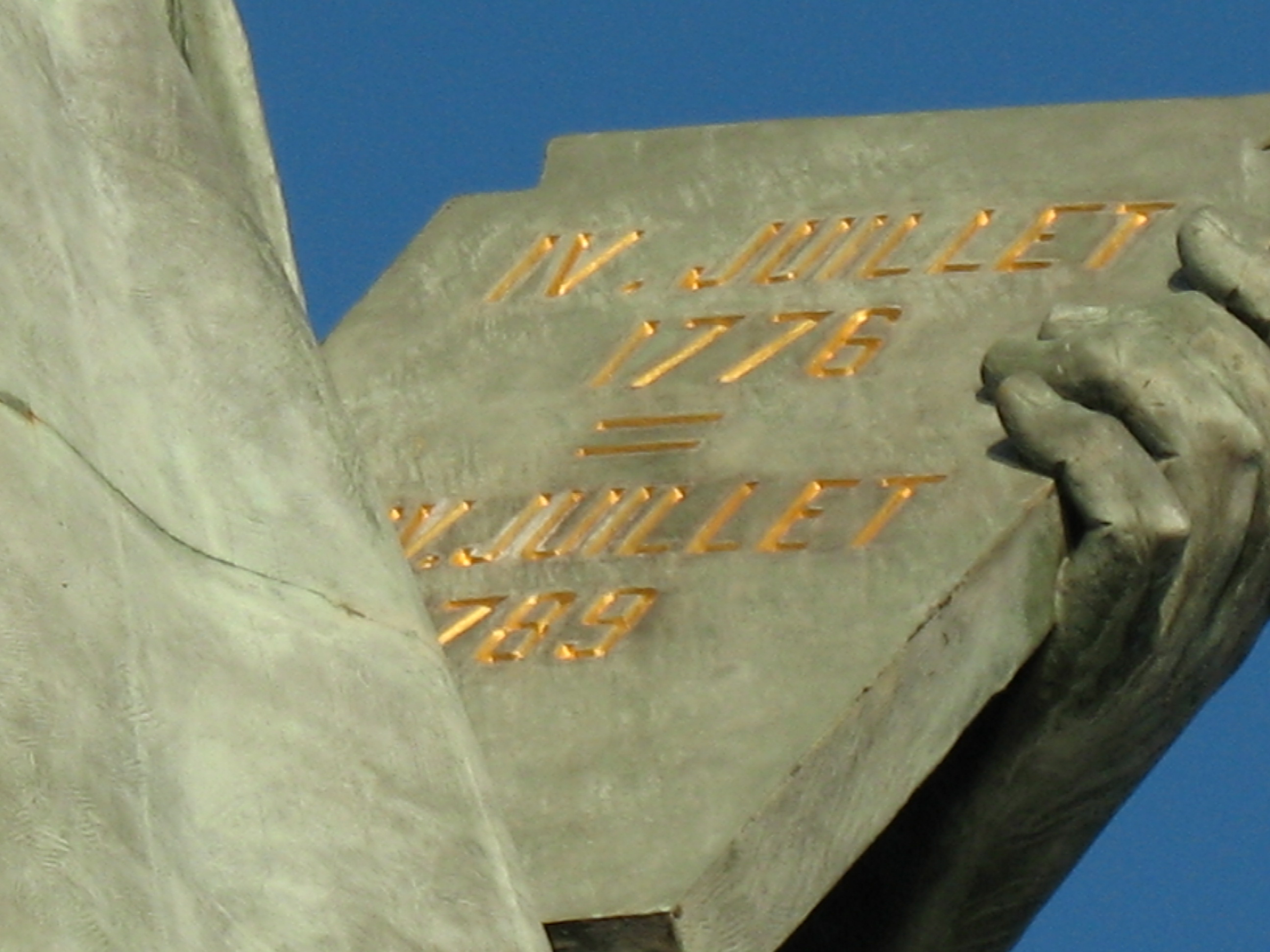
Напис « IV Juillet 1776 = XIV Juillet 1789 »